# Weinmannia vitiensis
Weinmannia vitiensis é uma espécie de planta da família Cunoniaceae.
É endémica das Fiji.